# Hippomonavella formosa
Hippomonavella formosa är en mossdjursart som först beskrevs av William MacGillivray 1887.  Hippomonavella formosa ingår i släktet Hippomonavella och familjen Bitectiporidae. Inga underarter finns listade i Catalogue of Life.